# 3e assemblée citoyenne de Podemos
La 3e assemblée citoyenne de Podemos (en espagnol : 3ª Asamblea Ciudadana), surnommée Vistalegre III, se déroule virtuellement entre les 15 et 21 mai 2020 afin d'élire les nouveaux organes de direction du parti.
L’assemblée devait avoir lieu en mars, mais la pandémie de coronavirus en Espagne l’a retardée jusqu’à la mi-mai.

## Contexte
Pablo Iglesias, secrétaire général de Podemos, annonce en janvier 2020 la tenue de la 3e assemblée citoyenne pour mars 2020, bien que son mandat n'expire qu'en février 2021. Cette décision est liée au manque de candidats et à la formation récente du gouvernement Sánchez II, auquel Podemos participe en tant que partenaire minoritaire de la coalition formée avec le Parti socialiste ouvrier espagnol (PSOE).
Toutefois, en raison de la pandémie de Covid-19 en Espagne début mars, l’Assemblée est reportée avant d'avoir lieu virtuellement.

## Résultats

### Élection du secrétaire général
| Candidat                 | Candidat                 | Voix   | %     |
| ------------------------ | ------------------------ | ------ | ----- |
|                          | Pablo Iglesias           | 53 167 | 92,19 |
|                          | Fernando Angel Barredo   | 4 503  | 7,81  |
|                          |                          |        |       |
| Total                    | Total                    | 57 670 | 100   |
|                          |                          |        |       |
| Votes valides            | Votes valides            | 57 670 | 97,41 |
| Bulletins nuls et blancs | Bulletins nuls et blancs | 1.531  | 2,59  |
| Total des votes          | Total des votes          | 59 201 | 100   |
|                          |                          |        |       |
| Source : Podemos         |                          |        |       |

### Conseil citoyen d'État
| Liste                     | Liste                                                                                    | Points      | %     | Gagné | %     |
| ------------------------- | ---------------------------------------------------------------------------------------- | ----------- | ----- | ----- | ----- |
|                           | Un Podemos contigo (Équipe Pablo Iglesias)                                               | 248 035 650 | 93,70 | 89    | 100,0 |
|                           | Nouvelle impulsion pour la démocratie interne de Podemos (Équipe Fernando Ángel Barredo) | 9 457 559   | 3,57  | 0     | 0,00  |
|                           | Autres                                                                                   | 7 223 366   | 2,73  | 0     | 0,00  |
| Total des votes           | Total des votes                                                                          | 264 716 575 | 100   | 89    | 100   |
|                           |                                                                                          |             |       |       |       |
| Source : Podemos, Podemos |                                                                                          |             |       |       |       |